# Triglav (mitologija)
Triglav je bio vrhovni bog pomeranskih i vjerojatno dijela polapskih Slavena. Štovao se na teritoriju današnjih Szczecina, Wolina i vjerojatno Brandenburga. Kult Triglava posvjedočen je poglavito u tri biografije o biskupu sv. Otonu Bamberškom napisanih nekoliko godina prije pokrštavanja baltičkih Slavena 1127. godine.

## Nasljeđe
Istraživači su pokušali otkriti poveznice između Triglava i regija izvan Polabije i Pomeranije. U tom se kontekstu često spominje slovenski vrh Triglav te legenda o njegovom nastanku. Ipak, indoeuropeist Marko Snoj smatra da oni vjerojatno nisu povezani. Povjesničar Aleksander Gieysztor pak spominje kamen naziva Triglav kod Ptuja koji se spominje 1322. godine.
U Poljskoj se nalazi naselje Trzygłów, no ono je unutar teritorija šćećinskog kulta. Na sjeverozapadu Poljske je pak prikupljeno više lokalnih legendi prema kojima je kip boga Triglava, koji je uništen u Wolinu tijekom pokrštavanja, trebao biti odnesen i sakriven u naselju Gryfice u Świętoujśću pod eratičkim blokom imena Trygław ili u jezeru Trzygłowskie.

## Arheologija
Na brdu na kojemu je sagrađen hram Triglavu u Szczecinu vjerojatno se isprva (od 8. stoljeća) nalazio sveti krug unutar opkopa. Kasnije je ondje izgrađen hram Triglavu, a nako njega kršćanski hram.
U Brandenburgu je na Triglavovom brdu, unutar tvrđave, pronađen brončani kip konja, željezo te ukrasni predmeti, što uključuje i velike količine lončarije. Ti su nalazi utvrdili važnost ne samo nalazišta, već i vjerskog kulta asociranog s njime.

## Interpretacije
Triglav je raznoliko interpretiran kao tribalni bog gromovnik (iako nevezan uz Peruna), čija su svetišta uz hramove bili jaseni i izvori vode, kao bog podzemlja suprotstavljen Svetovitu, kao zbir bogova zemlje, neba i podzemlja te kao izdanak kršćanskog Svetog Trojstva nastao u srednjem vijeku.
Teorija da je Triglav nastao iz Svetog Trojstva danas se odbija. Razlog tomu je što je prikaz Svetog Trojstva kao lika s tri lica posvjedočen isključivo u 14. stoljeću te u papinskoj osudi napisanoj 1628. godine.